# Alexandre Luiz Fernandes
Alexandre Luiz Fernandes (nacido el 21 de enero de 1986) es un futbolista brasileño que se desempeña como centrocampista.
Jugó para clubes como el São Paulo, Juventus, Botafogo, Cerezo Osaka, Atlético Mineiro, Atlético Paranaense y Portuguesa.

## Trayectoria

### Clubes
| Club                | País   | Año         |
| ------------------- | ------ | ----------- |
| São Paulo           | Brasil | 2004 - 2009 |
| Juventus            | Brasil | 2006        |
| Botafogo            | Brasil | 2006        |
| Cerezo Osaka        | Japón  | 2007 - 2008 |
| Santo André         | Brasil | 2010        |
| Atlético Mineiro    | Brasil | 2010 - 2014 |
| Atlético Paranaense | Brasil | 2011        |
| Guaratinguetá       | Brasil | 2011        |
| XV de Piracicaba    | Brasil | 2012        |
| Avaí                | Brasil | 2013        |
| Rio Claro           | Brasil | 2014 - 2015 |
| Boa Esporte         | Brasil | 2015        |
| São Bento           | Brasil | 2015 - 2016 |
| Portuguesa          | Brasil | 2016        |
| Rio Claro           | Brasil | 2016 -      |